# 쌍대성
쌍대성(雙對性; duality)은 수학과 물리학에서 자주 등장하는 표현이다.  보통 어떤 수학적 구조의 쌍대(雙對; dual)란 그 구조를 ‘뒤집어서’ 구성한 것을 말하는데, 엄밀한 정의는 세부 분야와 대상에 따라 각각 다르다. 쌍대의 쌍대는 자기 자신이므로 어떤 대상과 그 쌍대는 서로 일종의 한 ‘켤레’를 이룬다고 할 수 있으며, 이를 쌍대관계(雙對關係)라고 한다.

## 기하학에서의 쌍대성

정육면체와 정팔면체는 서로 쌍대관계에 있다.

주어진 다면체의 쌍대다면체는 그 다면체의 꼭짓점을 면으로, 면을 꼭짓점으로 대응시킨 것을 말한다.

## 해석학에서의 쌍대성
푸리에 변환과 역푸리에 변환은 서로 쌍대 관계에 있다.
{\displaystyle {\hat {f}}(\xi ):=\int _{-\infty }^{\infty }f(x)\ e^{-2\pi ix\xi }\,dx,}
{\displaystyle f(x)=\int _{-\infty }^{\infty }{\hat {f}}(\xi )\ e^{2\pi ix\xi }\,d\xi .}
또한 {\displaystyle f(-x)={\hat {\hat {f}}}(x)}가 성립한다. 그리고 푸리에 변환은 곱셈을 합성곱에, 합성곱을 곱셈에 대응시킨다.

## 같이 보기
- 파스칼의 정리